# Azat (ort)
Azat (ryska: Азат) är en ort i Kazakstan.   Den ligger i oblystet Almaty, i den sydöstra delen av landet, 1 000 km söder om huvudstaden Astana. Azat ligger 810 meter över havet och antalet invånare är 5 848.
Terrängen runt Azat är kuperad åt sydost, men åt nordväst är den platt. Runt Azat är det ganska glesbefolkat, med 40 invånare per kvadratkilometer. Närmaste större samhälle är Talghar, 6,1 km söder om Azat. Trakten runt Azat består i huvudsak av gräsmarker.